# Cá voi trơn phương nam
Cá voi trơn phương nam (danh pháp hai phần: Eubalaena australis) là một loài động vật thuộc họ Cá voi trơn (Balaenidae). Cá voi trơn phương nam dành mùa hè kiếm mồi ở viễn Nam Thái Bình Dương, có thể gần Nam Cực. Nó di chuyển về phía bắc vào mùa đông để sinh sản và có thể được nhìn thấy bởi các bờ biển của Argentina]], Úc, Brasil, Chile, Namibia, Mozambique, Peru, Tristan de Cunha, Uruguay, Madagascar, New Zealand và Nam Phi. Tổng dân số được ước tính là khoảng 10.000 cá thể. Kể từ khi hoạt động săn bắn cá voi chấm dứt, tỷ lệ tăng số lượng được ước tính đã tăng 7% một năm. 

## Hình ảnh

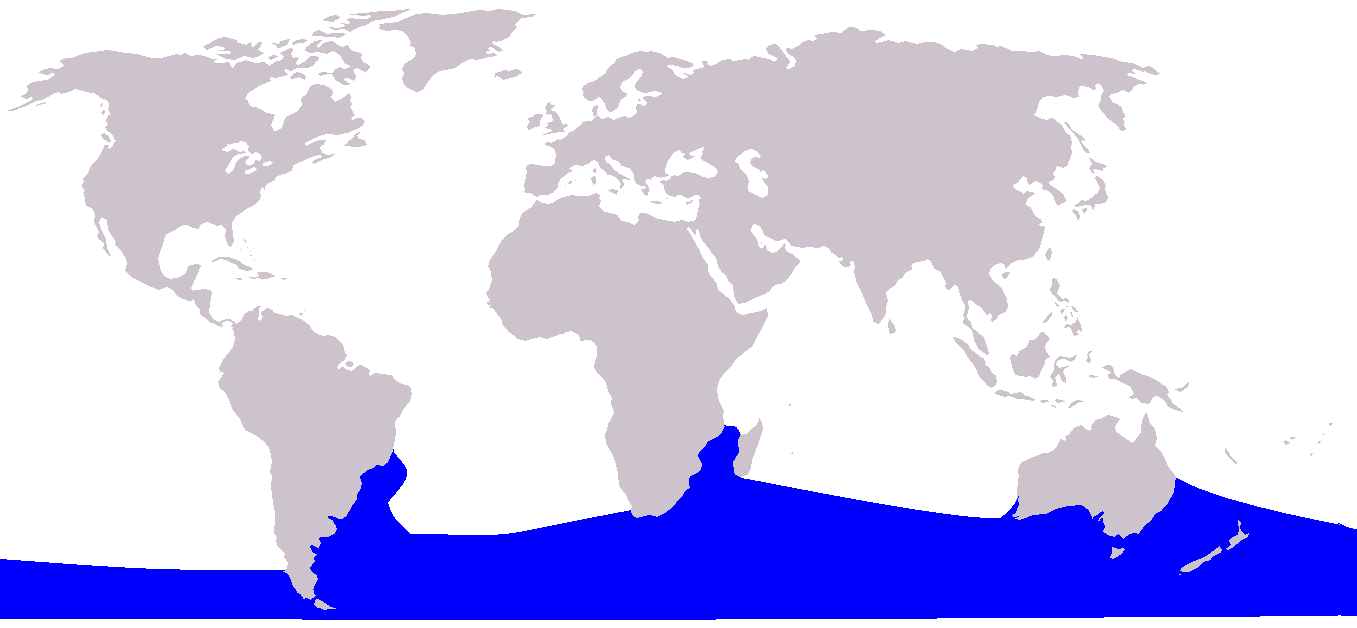
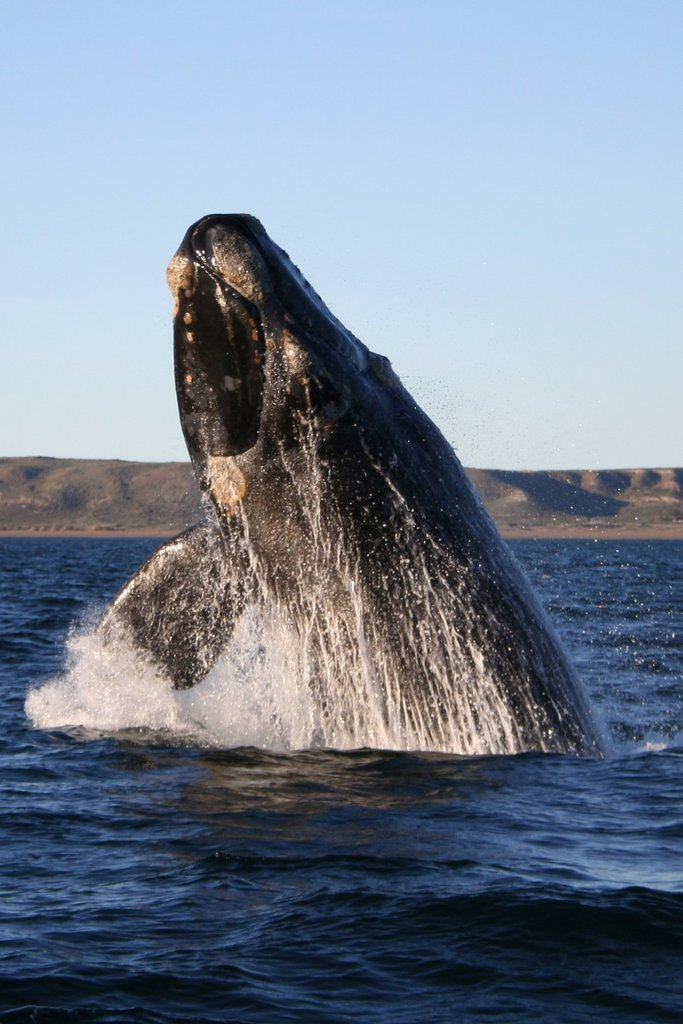
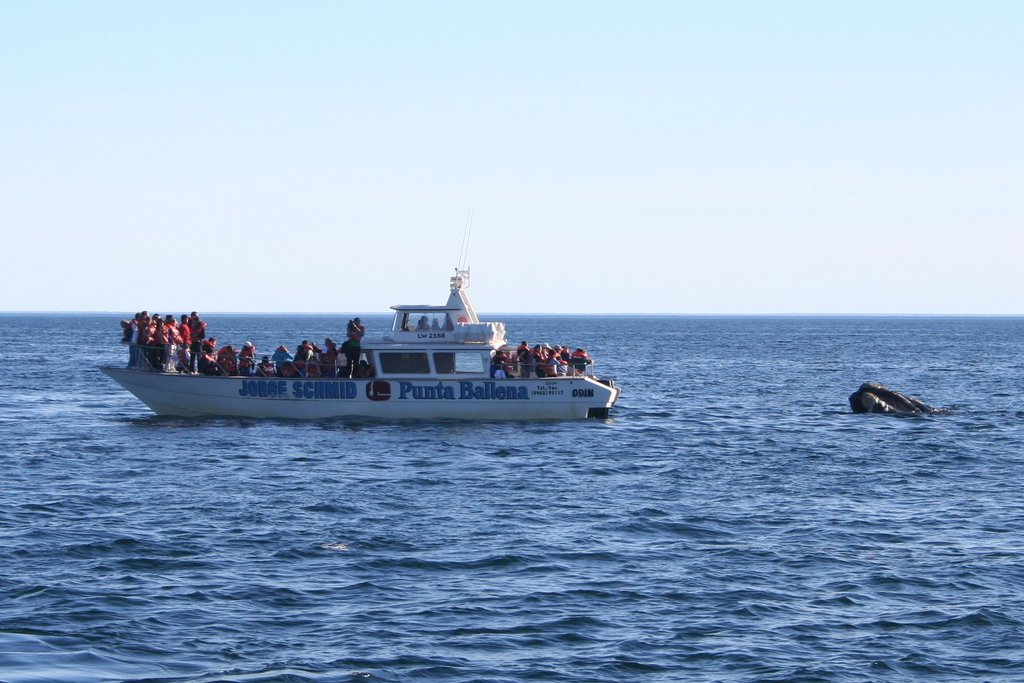
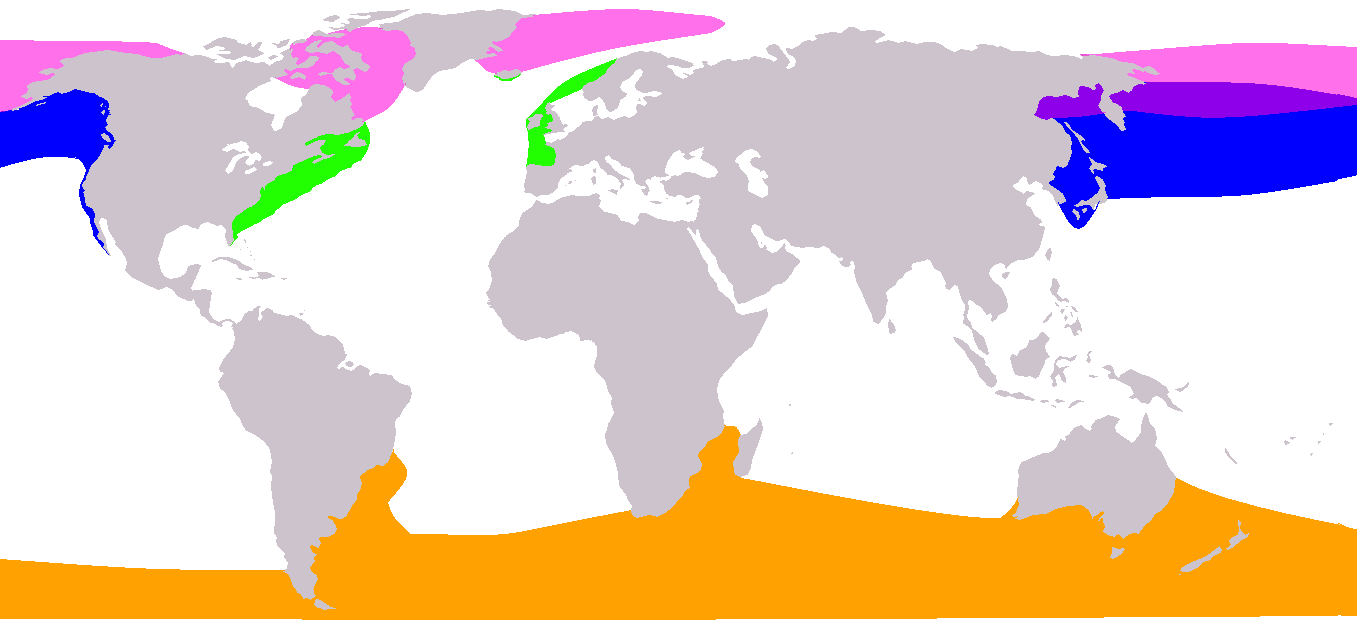